# Terje Dag Østhassel
Terje Dag Østhassel (* 29. November 1950) ist ein norwegischer Badmintonspieler. 

## Karriere
Terje Dag Østhassel siegte 1978 erstmals bei den norwegischen Meisterschaften. Ein weiterer Titelgewinn folgte 1982. 1980 nahm er an der Badminton-Weltmeisterschaft teil und wurde dort 17. im Herrendoppel. Bei den Senioren-Europameisterschaften gewann er 2004, 2006, 2007 und 2010 mehrere Medaillen.

## Sportliche Erfolge
| Saison | Veranstaltung                    | Disziplin    | Platz | Name                                     |
| ------ | -------------------------------- | ------------ | ----- | ---------------------------------------- |
| 1978   | Norwegen: Einzelmeisterschaften  | Herrendoppel | 1     | Knut Engebretsen / Terje Dag Østhassel   |
| 1980   | Weltmeisterschaft                | Herrendoppel | 17    | Vidar Meum / Terje Dag Østhassel         |
| 1982   | Norwegen: Einzelmeisterschaften  | Herrendoppel | 1     | Vidar Meum / Terje Dag Osthassel         |
| 2004   | Senioren-Europameisterschaft 50+ | Herreneinzel | 1     | Terje Dag Østhassel                      |
| 2006   | Senioren-Europameisterschaft 55+ | Herrendoppel | 3     | Terje Dag Østhassel / Steen Adam Kiørboe |
| 2006   | Senioren-Europameisterschaft 55+ | Herreneinzel | 1     | Terje Dag Østhassel                      |
| 2007   | Senioren-Weltmeisterschaft 55+   | Herrendoppel | 3A    | Terje Dag Østhassel / Per Dabelsteen     |
| 2007   | Senioren-Weltmeisterschaft 55+   | Herreneinzel | 1     | Terje Dag Østhassel                      |
| 2010   | Senioren-Europameisterschaft 55+ | Herreneinzel | 3     | Terje Dag Østhassel                      |